# Morne Degas
Morne Degas är ett berg i Haiti.   Det ligger i departementet Artibonite, i den nordvästra delen av landet, 130 km norr om huvudstaden Port-au-Prince. Toppen på Morne Degas är 919 meter över havet, eller 446 meter över den omgivande terrängen. Bredden vid basen är 8,6 km.
Terrängen runt Morne Degas är huvudsakligen lite bergig. Runt Morne Degas är det tätbefolkat, med 308 invånare per kvadratkilometer. Närmaste större samhälle är Gros Morne, 16,8 km nordost om Morne Degas. Omgivningarna runt Morne Degas är en mosaik av jordbruksmark och naturlig växtlighet.